# Памятник Александру II (Юзовка)
Памятник Александру II — первый памятник Юзовки(ныне Донецк). Был установлен в 1916 году на рыночной площади около Спасо-Преображенского собора (в настоящее время находится сквер павших коммунаров).

## История создания
Подготовка к установке памятника началась в 1911 году в рамках празднования пятидесятилетия отмены крепостного права в Российской империи. Было принято решение к этой дате установить памятники Александру II в крупных городах России. 22 ноября 1911 года было получено разрешение выделить часть рыночной площади под установку памятника. В январе 1912 года Николай Николаевич Гаврилов и Николай Гаврилович Есипов выступили с проектом установки памятника в Юзовке(ныне Донецк). Автором проекта был Николай Николаевич Гаврилов. 12 декабря 1913 года была произведена художественная экспертиза проекта в Академии художеств. Экспертами выступили Л. Бенуа, Чижов и Котов. Спустя две недели эксперты дали ответ, в котором допускали памятник к установке, хотя отмечали невысокие художественные достоинства постамента.
Также единственное предполагаемое изображение юзовского памятника очень схоже с памятниками Александру II, сделанными в мастерской Новицкого в Санкт-Петерсбурге по шаблону Александра Михайловича Опекушина и установленными во многих городах Российской империи. Возможно Гаврилов использовал скульптуру Опекушина как образец, либо скульптура была сделана по типовой штамповке завода Новицкого.
Постамент памятника был высотой 5,8 метра и был выполнен из песчаника. Статуя Александра II была высотой 2,2 метра и была выполнена из цинка.
Работы по установке памятника начались весной 1916 года. Руководство работами по установке памятника осуществлялось Департаментом общих дел Министерства внутренних дел. В июле 1916 года, за несколько дней до открытия памятник рухнул.

## Версии обрушения
В статье Виктора Васильевича Шутова «Несостоявшийся праздник», которая была напечатана в 1987 году в газете «Вечерний Донецк» указывается, что памятник взорвали большевики-подпольщики.
Взрыв памятника также упоминается в романе Григория Володина «Дикое поле» (памятник там назван памятником Александру III, и его по сюжету подорвали анархисты).

Высокий плотно сбитый забор, загораживающий сооружаемый памятник Александру Третьему, был разметан. Взрыв разорвал массивную фигуру царя, остатки его ног и рук валялись там и тут, крупная голова зависла на высоком столбе, и глазами, большими, выпуклыми, казалось, с ненавистью оглядывала все вокруг.
— Володин Г. Г. Дикое поле. — Донецк: «Донбасс», 1982. — С. 55. — 15 000 экз.
Валерий Петрович Стёпкин в своей книге «Иллюстрированная история Юзовки-Сталино-Донецка» ставит под сомнение версию со взрывом. Он отмечает, что не обнаружил в архивах донесений полиции о взрыве. Он также приводит две свои версии о случившемся. По одной из них разрушение произошло из-за внутреннего напряжения металла, так как цинк не подходит для создания памятников, а памятник был выполнен из цинка. По второй версии, под основанием памятником была заброшенная шахта и, вследствие этого, он осел и разрушился.